# Distretto di Si Prachan
Il distretto di Si Prachan (in thailandese: ศรีประจันต์) è un distretto (amphoe) della Thailandia, situato nella provincia di Suphanburi.